# Provincia di Germán Jordán
La provincia di Germán Jordán è una delle 16 province del dipartimento di Cochabamba, nella parte centrale della Bolivia. Il capoluogo è Cliza.
Secondo il censimento del 2001 possedeva una popolazione di 31.768 abitanti.

## Geografia antropica

### Suddivisioni amministrative
La provincia comprende 3 comuni:
- Cliza
- Toko
- Tolata